# Dichanthium maccannii
Dichanthium maccannii är en gräsart som beskrevs av Ethelbert Blatter. Dichanthium maccannii ingår i släktet Dichanthium och familjen gräs. Inga underarter finns listade i Catalogue of Life.